# Onslaught (jeu vidéo, 2009)
Pour les articles homonymes, voir Onslaught (homonymie).
Onslaught (マッドセクタ, MadSecta) est un jeu vidéo de tir à la première personne développé par Shade et édité par Hudson Soft. Il est disponible à partir de 2009 sur Wii à partir de la plate-forme de téléchargement WiiWare.

## Système de jeu
Onslaught est un jeu de tir à la première personne dans lequel le joueur incarne un soldat qui, à travers 13 niveaux, doit éliminer des hordes d'insectes géants. Pour y arriver, le joueur a six armes différentes à sa disposition, soit un fusil d'assaut, une mitrailleuse, un fusil à pompe, des grenades, un bazooka et, pour effectuer des attaques au corps à corps, un fouet.
Au fur et à mesure de sa progression, le joueur peut récupérer des améliorations qu'il peut ensuite attribuer à ses armes pour les rendre plus efficaces. Le joueur est accompagné de deux autres soldats qui l'aident à tirer sur les ennemis. Chaque niveau propose différents objectifs — parfois plusieurs en même temps — qui se résument à éliminer tous les ennemis ou à protéger une cible contre les attaques des insectes.
Le jeu est jouable en ligne à l'aide de la Connexion Wi-Fi Nintendo jusqu'à quatre joueurs. Les joueurs peuvent compléter les niveaux de la campagne en coopération ou s'affronter dans un mode de jeu dans lequel ils doivent gagner le plus de points possible en éliminant les ennemis et en effectuant des combos.

## Accueil
Onslaught reçoit un accueil mitigé de la presse spécialisée. Le jeu obtient une moyenne de notes de 66 % sur Metacritic sur la base de 10 critiques.